# Род (Румунія)
Род (рум. Rod) — село у повіті Сібіу в Румунії. Входить до складу комуни Тілішка.
Село розташоване на відстані 236 км на північний захід від Бухареста, 27 км на захід від Сібіу, 109 км на південь від Клуж-Напоки, 142 км на захід від Брашова.

## Населення
За даними перепису населення 2002 року у селі проживали 465 осіб, з них 464 особи (99,8%) румунів. Усі жителі села рідною мовою назвали румунську.